# Agathosma rehmanniana
Agathosma rehmanniana är en vinruteväxtart som beskrevs av Dümmer. Agathosma rehmanniana ingår i släktet Agathosma och familjen vinruteväxter. Inga underarter finns listade i Catalogue of Life.